# Garage (bedrijf)

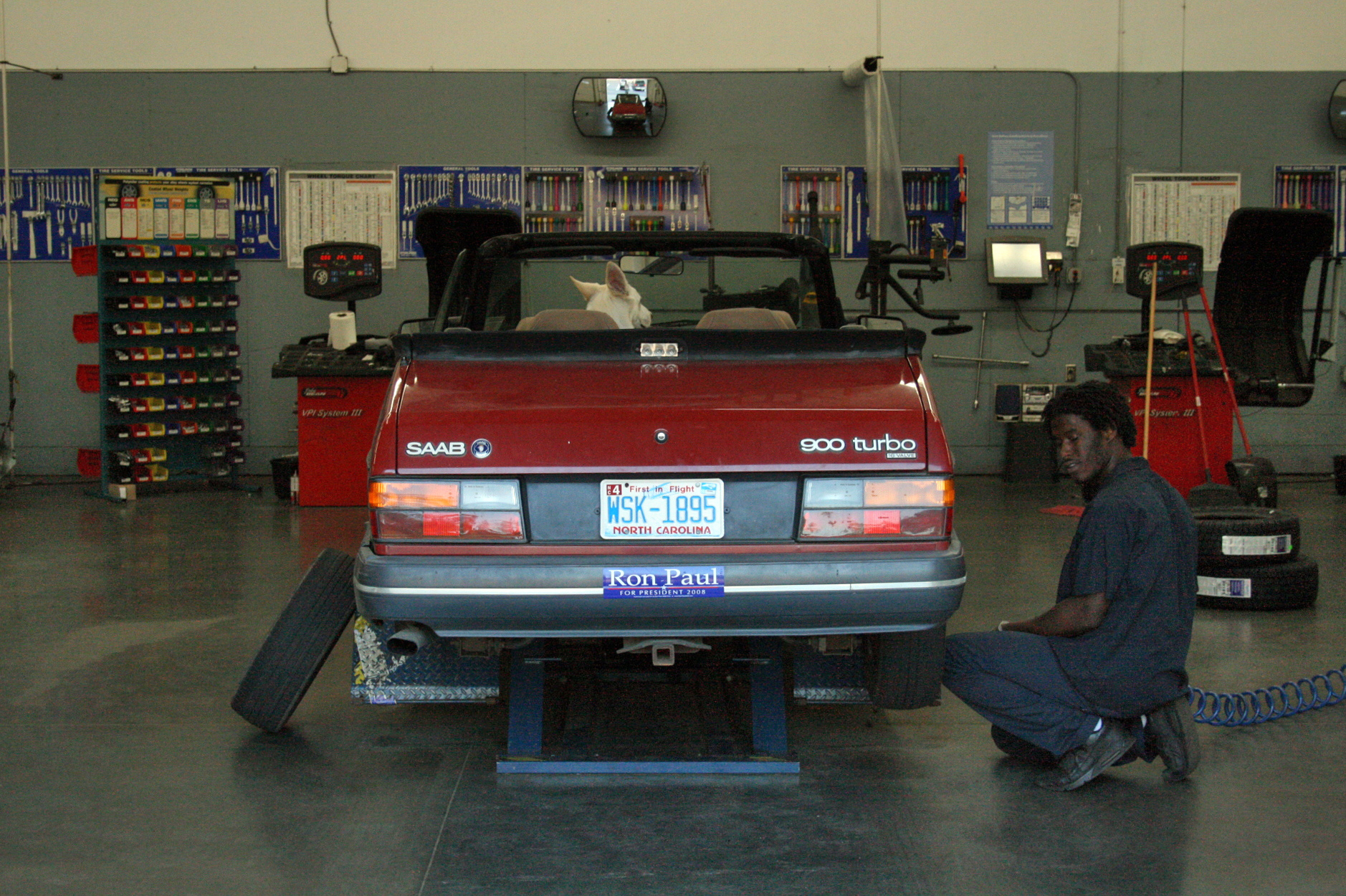
Typisch interieur van een garagebedrijf

Een garage is een werkplaats waar auto's gerepareerd worden.
De garage ontwikkelde zich voornamelijk uit lokale smederijen, waar het ambachtelijke smeedswerk meer en meer vervangen werd door het repareren van machines en auto's. Zo rond de jaren twintig was men zover dat er een echte, speciaal voor de auto ingerichte werkplaats ontstond.
In een garage treft men vaak een brug aan, waarop auto's gerepareerd worden. Soms heeft men een zogenaamde smeerkuil. Andere hulpmiddelen zijn bijvoorbeeld een luchthamer en een uitlijningsinstallatie.